# Valeri Bykovski
Pour les articles homonymes, voir Bykovski.
Valeri Fiodorovitch Bykovski (en russe : Валерий Фёдорович Быковский) est un cosmonaute soviétique, né le 2 août 1934 à Pavlovski Possad et mort le 27 mars 2019 à Leonikha, village de l'oblast de Moscou.
Il fait partie du tout premier groupe de cosmonautes soviétiques, sélectionnés en mars 1960.

## Biographie
Bykovski est le fils de Fiodor Fiodorovitch Bykovski et de Klavdia Ivanova. À l'âge de 14 ans, Valeri veut intégrer une école navale, mais son père guère partisan de l'idée l'encourage à rester dans son école. Quelques jours plus tard, Valeri assiste à une conférence du club de l'armée de l'air soviétique, qui l'incite à poursuivre son rêve de devenir pilote.
À la suite de cette conférence, Valeri commence à l’âge de 16 ans des cours de théorie du vol à l'aéro-club de Moscou, et, à 18 ans, obtient son diplôme d'aéronautique et s'inscrit à l'Académie d'aviation militaire de Katcha.
Bykovski est diplômé de l'académie à 21 ans et reçoit le grade de lieutenant. À 25 ans, il est pilote de chasse, puis pilote et instructeur de parachutisme, accumulant plus de 72 sauts au moment où il est sélectionné pour commencer un entraînement de cosmonaute. Il commence ainsi sa formation de cosmonaute à l'Académie des ingénieurs de l'Armée de l'air Joukovski à 26 ans.
En 1963 Bykovski vole à bord de Vostok 5, et participe à un quasi rendez-vous spatial avec la première cosmonaute féminine, Valentina Terechkova. Au cours de ce vol, il est nommé membre du parti communiste.
|                                                                     |
| Valeri Bykovski et Valentina Terechkova avec des enfants vers 1963. |

|                                                                           |
| Valeri Bykovski et Sigmund Jähn, premier allemand dans l'espace, en 1978. |

## Vols réalisés
- 14 juin 1963 : à bord de Vostok 5, il réalise un vol groupé avec Vostok 6, et bat le record de durée de vol avec près de 5 jours. C'est le plus long vol spatial réalisé en solitaire. Il revient sur Terre le 19 juin 1963.
- 15 septembre 1976 : il est le commandant du vol Soyouz 22. Il atterrit le 23 septembre 1976.
- 26 août 1978 : parti sur le vol Soyouz 31, il séjourne plus de 7 jours à bord de Saliout 6, en tant que membre de l'expédition Saliout 6 EP-4 et retourne sur Terre le 3 septembre 1978 à bord du vol Soyouz 29.